# デッドウッド

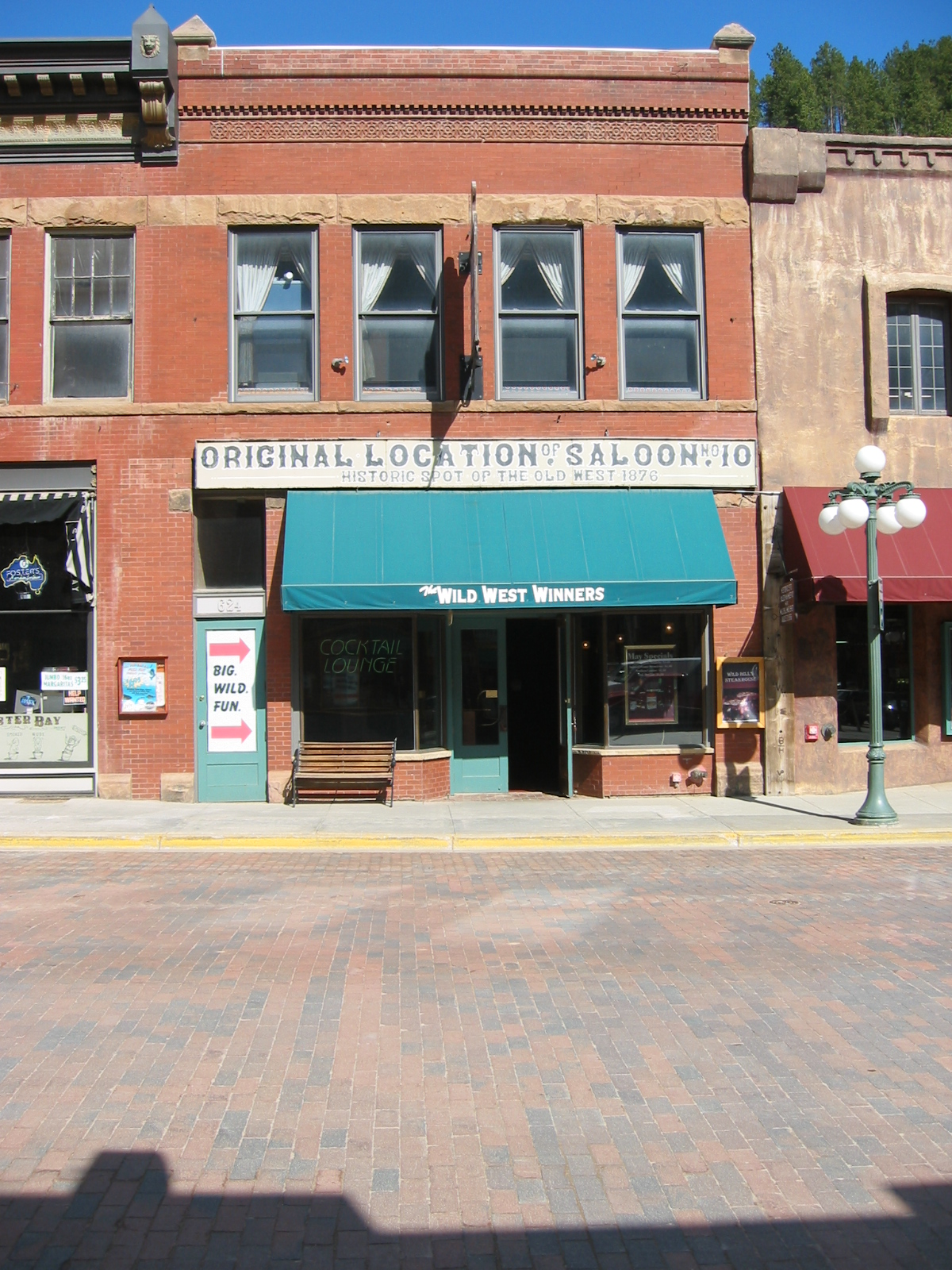
ワイルド・ビル・ヒコックが殺害された、Nuttal & Mann'sサルーン（サルーンNO.10）があったとされる場所。

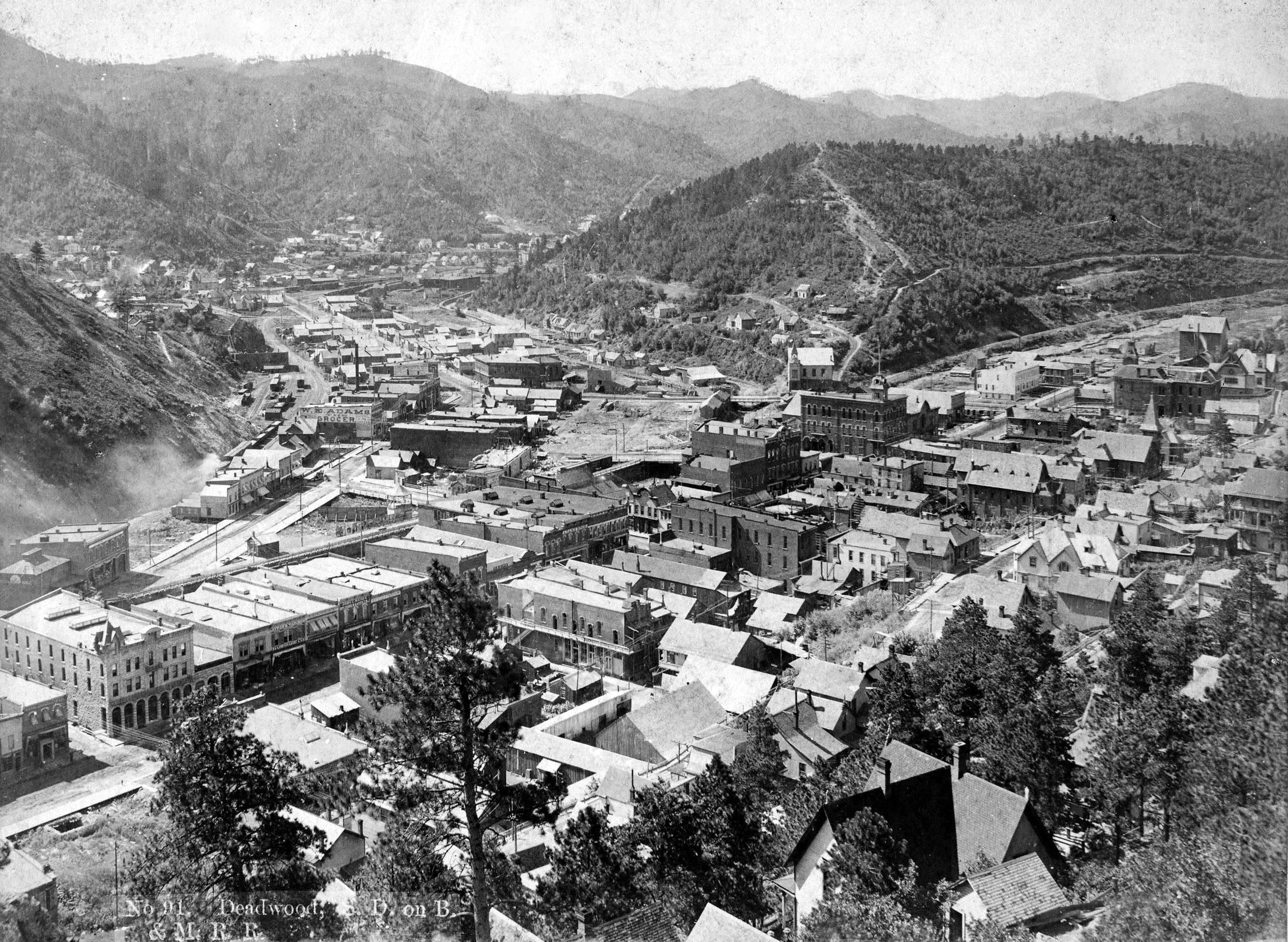
1890年代のデッドウッド

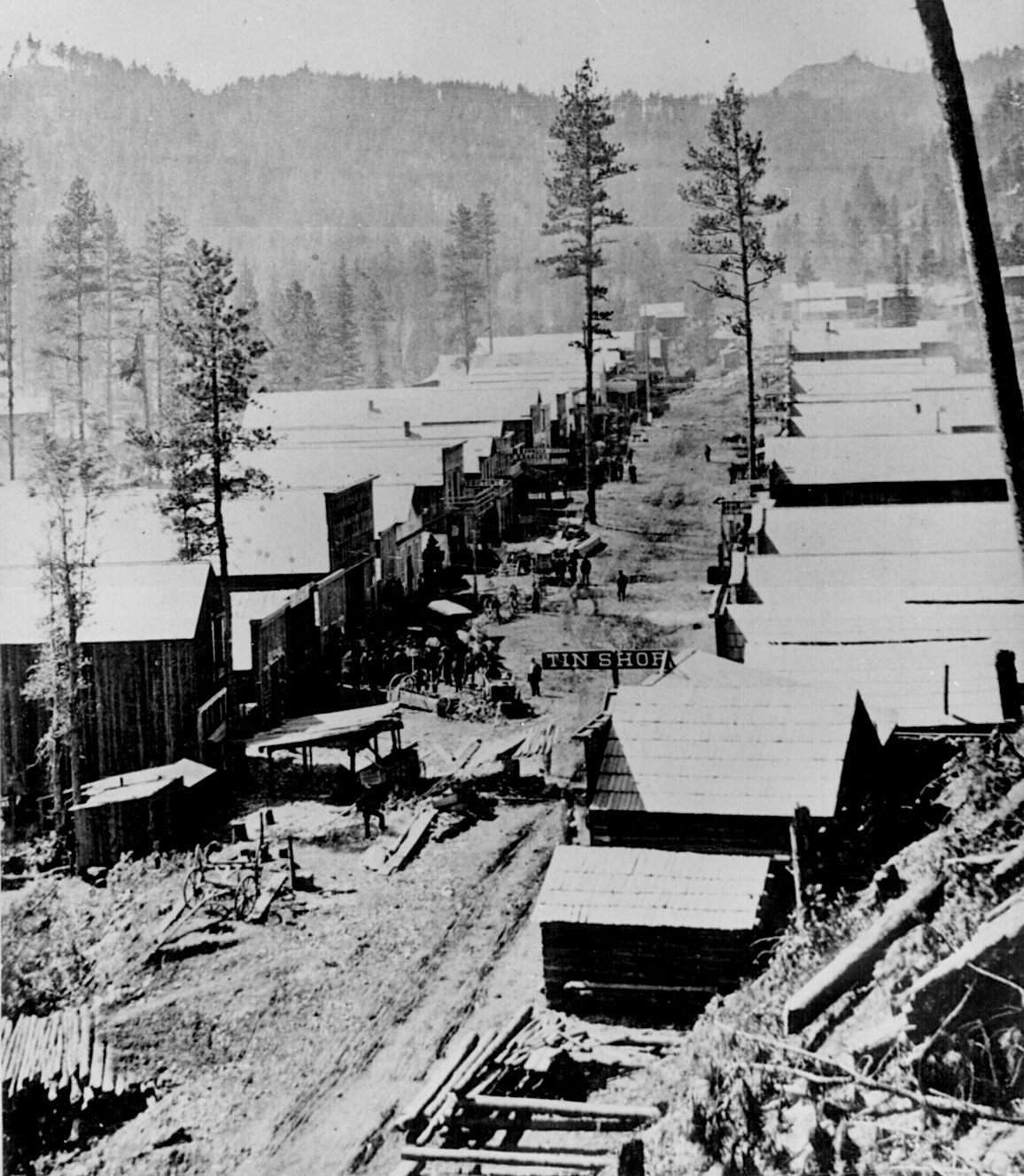
1876年のデッドウッド

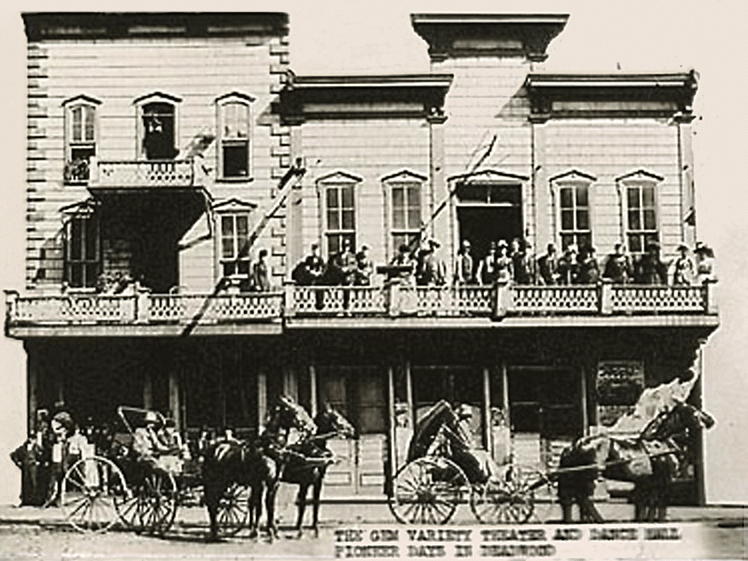
1878年のジェムシアター

デッドウッド（ラコタ語:Owáyasuta（物事に賛成する、証明するという意味）） は、アメリカ合衆国サウスダコタ州西部の都市であり、ローレンス郡の郡庁所在地である。名前は、その峡谷に見られる枯倒木に由来する。2010年国勢調査における人口は1,270人。市内には、アメリカ合衆国国定歴史建造物地区のデッドウッド歴史地区がある。デッドウッドは1876年のブラックヒルズ・ゴールドラッシュを契機に開拓されて以来、19世紀後半の西部開拓時代を指す言葉「ワイルド・ウェスト」の象徴として認識されてきた町である。

## 歴史

### 19世紀
デッドウッドは、1868年の第二次フォート・ララミー条約でインディアンに認められた保留地であったが、1870年代になると不法入植が始まった。条約はブラックヒルズの所有をラコタ族に保証していたが、ブラックヒルズに関する争いは続き、何度も合衆国最高裁判所に持ち込まれていた。そうした中、1874年にジョージ・アームストロング・カスター中佐が遠征隊を率いてブラックヒルズに侵入し、現在のサウスダコタ州カスター付近のフレンチクリークで金を発見し発表した。カスターの発表はブラックヒルズ・ゴールドラッシュを引き起こし、違法に誕生した街、デッドウッドの人口は、たちまち約5,000人となった。
1876年初め、開拓者のチャーリー・アターと兄弟のスティーブは、需要を期待した商品を積んだ幌馬車隊を率いて、デッドウッドにやって来た。幌馬車隊は、確実な儲けをもたらすギャンブラーと売春婦も連れていた。女の需要は強く、売春には良い稼ぎ場であった。マダム・ドーラ・デュフランは、デッドウッドで最も稼いだ売春宿の女主人となり、マダム・モリー・ジョンソンが彼女に続いた。同年9月には、トム・ミラーが、ベラ・ユニオン・サルーンを開店した。

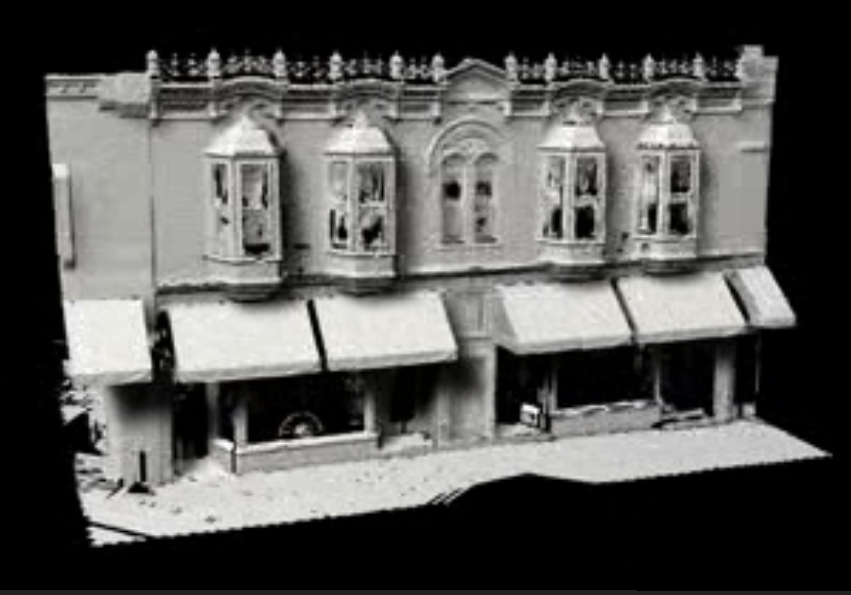
1894年のBullock-Clark Buildingの写真を元に作成した3Dイメージ

続いて1877年4月7日に、デッドウッドのアヘン取引を支配していたアル・スウェレンジンが、ジェム・シアターを開店した。このサルーンは、1879年の火事で焼失、再建されたが、1899年に再び焼失し、スウェレンジンが街を去る原因になった。
街はワイルド・ビル・ヒコックの殺害で悪名を得た。マウント・モリアー墓地には、ヒコック、カラミティ・ジェーンのほか、セス・ブロックのように少し知名度は劣る者らも眠っている。デッドウッドは殺人が日常茶飯事ながら、殺人に対する処罰は常に公平ではなく、野蛮さと無法で知られるようになった。ヒコック殺害犯のジャック・マッコールは、合衆国憲法で二重処罰が禁止されているにもかかわらず2度訴追された。というのも、デッドウッドはインディアン居留地にある違法の街であり、マッコールを訴追したり無罪にする権限が無いと裁定されたからであった。この裁定によりマッコールの裁判はダコタ準州裁判所（インディアン裁判所）に移され、そこでマッコールは殺人罪で有罪となり、絞首刑となった。
経済がゴールドラッシュから安定的な採掘に移行すると、デッドウッドは荒っぽい雰囲気を失い、繁栄した街になった。1876年、天然痘が流行し、大勢が感染したため、患者を隔離するテントが建てられた。
1876年のリトルビッグホーンの戦いの後、ジョージ・クルックはデッドウッドまでスー族を追撃し、ホースミート・マーチと呼ばれる遠征を行った。1877年には、リードの近くにホームステーキ鉱山が開山した。同鉱山は合衆国で最も長く採掘された金鉱であり、2002年に金の採掘を終了した後、鉱山を観光客向けに公開している。
1879年9月26日に大火が発生、300軒以上の建物と多数の住民の財産を焼き尽くし、デットウッドは壊滅状態になった。財産を失った者の多くが、初期のデッドウッドを特徴づけていた、未採掘の豊かな鉱脈の可能性のない土地で再出発するために、街を去った。
1888年、デッドウッドの住民のJ.K.P.ミラーは仲間と、彼らがブラックヒルズに持つ採掘場所との輸送のため、狭軌のデッドウッドセントラル鉄道を開業した。同鉄道は、1893年にシカゴ・バーリントン・アンド・クインシー鉄道に買収された。1902年にデッドウッドとリード間がインターアーバンとして電化され、1924年まで運行された。同鉄道は1930年に廃止され、キルク（Kirk）とファンテイル・ジャンクション（Fantail Junction）の区間は標準軌に改軌された。この残った区間も跡を継いだバーリントン・ノーザン鉄道により、1984年に廃止された。
初期の住民と頻繁に街を訪れた人物には、アル・スウェレンジン、E.B.ファーナム、チャーリー・アター、ソル・スター、マーサ・ブロック、A.W.メリック、サミュエル・フィールズ、カラミティ・ジェーン、ヴァレンタイン・マギリカディ、ヘンリー・ウェストン・スミス、アーロン・ダン、ワイルド・ビル・ヒコックらがいる。

### 20世紀および21世紀
1959年9月にも大火が発生し、街は壊滅寸前になった。約4,500エーカーが焼失し、避難勧告指示が出された。約3,600人のボランティア、消防士、ホームステーキ鉱山の従業員、エルスワース空軍基地やサウスダコタ州兵第109工兵大隊の兵士らにより鎮火したが、地域経済は大きく悪化した。
1961年に街全体がアメリカ合衆国国定歴史建造物地区に指定された。しかし街は続く20年間にさらに衰退し、財政が悪化した。1964年には州間高速道路90号線が開通、売春宿は1980年の警察の手入れの後、店じまいした。1987年12月の火事により、歴史のあるシンジケート・ビルディングと近隣の建物が焼失した。この火事は、中心街を復興する手段としてギャンブルを導入する「デッドウッド実験（Deadwood Experiment）」を後押しした。当時、ギャンブルが合法だったのは、ネバダ州とアトランティックシティだけであった。デッドウッドは、歴史的街並みを維持する目的で合法のギャンブル収益を手に入れた合衆国で最初の小集落となった。1989年にデッドウッドでのギャンブルが合法化され、たちまち著しい新たな収益と開発をもたらしたが、開発の圧力は歴史地区の統一感に影響を与える可能性もある。

### チャイナタウン
中国系移民もゴールドラッシュに惹きつけられ、ピークには250人が住んでいた。採掘に関わったのは少数で、多くはサービス業で働いた。ダコタ準州には外国人の所有制限が無く、かつ外国人にとても寛容だったことから、メインストリートにチャイナタウンができた。1876年にデッドウッドに来たワン・フィー・リー（Wong Fee Lee）は、街一番の商人になり、1921年に死ぬまで中国系アメリカ人のリーダーであった。
チャイナタウンにはアフリカ系やヨーロッパ系の住民もいた。2000年代には州の支援で発掘調査が行われている。

## 地理
デッドウッドは、北緯44度22分36秒 西経103度43分45秒 / 北緯44.37667度 西経103.72917度に位置する。

全てが陸地であり、アメリカ合衆国統計局によると、総面積は3.83平方マイル (9.92 km2)である。デッドウッドは古生代の岩盤が隆起して形成されたブラックヒルズの東斜面に広がり、周辺はポンデローサマツを中心とする針葉樹林に覆われている。気候はケッペンのDfb（冷帯湿潤気候）に分類され、年間平均気温6.9℃・年間降水量約673mmである
。
デッドウッドのZIPコードは57732、FIPSコードは15700である。

### 観光
ハイキング、マウンテンバイク、乗馬トレッキングのコースが多数ある。ジョージ・S・ミケルソン・トレイルは、北端のデッドウッドからブラックヒルズを越えてエッジモントまで南へ伸びている。シェリダン湖などの人造湖では、釣りや水泳が楽しめる。北方のスペアフィッシュ・キャニオンにはロッククライミングのポイントが多数ある。6月初めには、ミケルソン・トレイル・マラソンと子供のための同伴レースが行われている。
冬には、近隣のリード郊外に、テリーピークとディア・マウンテンの2ヶ所のスキー場が開く。
デッドウッドにあるミッドナイトスターカジノは、大部分をサウスダコタ州で撮影し、第63回アカデミー賞作品賞を受賞した『ダンス・ウィズ・ウルブズ』の監督・主演を務めたアメリカの映画俳優、ケビン・コスナーがオーナーである。その壁には、彼の映画ポスターの各国ヴァージョンが飾られている。

### 気候
デッドウッドの気候は、サウスダコタ州の他地域や周辺部とかなり異なる。州の大半が年間降水量15インチ未満であるのに対し、リード・デッドウッド地域の年間降水量は30インチ近くに達する。雪は早ければ9月、遅ければ5月まで降る可能性があり、降水のほとんどは冬季の雪によるものである。春は短く、湿った猛吹雪や連日の雨が特徴である。
| デッドウッドの気候          | デッドウッドの気候 | デッドウッドの気候 | デッドウッドの気候 | デッドウッドの気候 | デッドウッドの気候 | デッドウッドの気候 | デッドウッドの気候 | デッドウッドの気候 | デッドウッドの気候 | デッドウッドの気候 | デッドウッドの気候 | デッドウッドの気候 | デッドウッドの気候 |
| 月                          | 1月                | 2月                | 3月                | 4月                | 5月                | 6月                | 7月                | 8月                | 9月                | 10月               | 11月               | 12月               | 年                 |
| --------------------------- | ------------------ | ------------------ | ------------------ | ------------------ | ------------------ | ------------------ | ------------------ | ------------------ | ------------------ | ------------------ | ------------------ | ------------------ | ------------------ |
| 最高気温記録 °F （°C）      | 65 (18)            | 67 (19)            | 74 (23)            | 91 (33)            | 94 (34)            | 101 (38)           | 103 (39)           | 103 (39)           | 101 (38)           | 86 (30)            | 75 (24)            | 64 (18)            | 103 (39)           |
| 平均最高気温 °F （°C）      | 33 (1)             | 37 (3)             | 44 (7)             | 53 (12)            | 64 (18)            | 74 (23)            | 81 (27)            | 80 (27)            | 70 (21)            | 57 (14)            | 42 (6)             | 35 (2)             | 55.8 (13.4)        |
| 平均最低気温 °F （°C）      | 11 (−12)           | 15 (−9)            | 21 (−6)            | 29 (−2)            | 39 (4)             | 48 (9)             | 54 (12)            | 52 (11)            | 42 (6)             | 32 (0)             | 21 (−6)            | 13 (−11)           | 31.4 (−0.3)        |
| 最低気温記録 °F （°C）      | −28 (−33)          | −29 (−34)          | −18 (−28)          | −4 (−20)           | 4 (−16)            | 23 (−5)            | 32 (0)             | 34 (1)             | 17 (−8)            | −7 (−22)           | −19 (−28)          | −30 (−34)          | −30 (−34)          |
| 降水量 inch （mm）          | 1.30 (33)          | 1.19 (30.2)        | 2.36 (59.9)        | 3.62 (91.9)        | 4.51 (114.6)       | 3.95 (100.3)       | 2.69 (68.3)        | 2.03 (51.6)        | 1.79 (45.5)        | 2.18 (55.4)        | 1.42 (36.1)        | 1.39 (35.3)        | 28.43 (722.1)      |
| 出典1：サウスダコタ州立大学 |                    |                    |                    |                    |                    |                    |                    |                    |                    |                    |                    |                    |                    |
| 出典2：アメリカ海洋大気庁   |                    |                    |                    |                    |                    |                    |                    |                    |                    |                    |                    |                    |                    |

## 人口統計

### 2000年国勢調査
2000年国勢調査結果は以下の通り。
| 基礎データ - 人口: 1,380 人 - 世帯数: 669 世帯 - 家族数: 341 家族 - 人口密度: 141.0 人/km2（365.4 人/mi2） - 住居数: 817 軒 - 住居密度: 83.5 軒/km2（216.3 軒/mi2） 人種別人口構成 - 白人: 95.87% - ネイティブ・アメリカン: 1.88% - アジア人: 0.36% - その他の人種: 0.65% - 混血: 1.23% - ヒスパニック・ラテン系: 2.75% - ドイツ系: 29.8% - アイルランド系:9.6% - イングランド系:9.5% - ノルウェー系:9.5% | 年齢別人口構成 - 18歳未満: 19.3% - 18-24歳: 8.7% - 25-44歳: 27.3% - 45-64歳: 27.8% - 65歳以上: 16.8% - 年齢の中央値: 42歳 - 性比（女性100人あたり男性の人口） - 総人口: 93.8 - 18歳以上: 92.6 世帯と家族（対世帯数） - 18歳未満の子供がいる: 20.5% - 結婚・同居している夫婦: 37.7% - 未婚・離婚・死別女性が世帯主: 10.9% - 非家族世帯: 48.9% - 単身世帯: 40.1% - 65歳以上の老人1人暮らし: 14.6% - 平均構成人数 - 世帯: 2.01人 - 家族: 2.71人 | 収入と家計 - 収入の中央値 - 世帯: 28,641米ドル - 家族: 37,132米ドル - 性別 - 男性: 28,920米ドル - 女性: 18,807米ドル - 人口1人あたり収入: 17,673米ドル - 貧困線以下 - 対人口: 10.8% - 対家族数: 6.9% - 18歳未満: 19.4% - 65歳以上: 8.3% |

### 2010年国勢調査
2010年国勢調査結果は以下の通り。
| 基礎データ - 人口: 1,270 人 - 世帯数: 661 世帯 - 家族数: 302 家族 - 人口密度: 128.0 人/km2（331.6 人/mi2） - 住居数: 803 軒 - 住居密度: 81.0 軒/km2（209.7 軒/mi2） 人種別人口構成 - 白人: 94.9% - アフリカ系アメリカ人: 0.2% - ネイティブ・アメリカン: 1.8% - アジア人: 0.5% - その他の人種: 0.6% - 混血: 2.0% - ヒスパニック・ラテン系: 3.4% | 年齢別人口構成 - 18歳未満: 15% - 18-24歳: 5.9% - 25-44歳: 23.3% - 45-64歳: 37.9% - 65歳以上: 17.8% - 年齢の中央値: 48歳 - 性比（女性100人あたり男性の人口） - 総人口: 110.5 世帯と家族（対世帯数） - 18歳未満の子供がいる: 17.2% - 結婚・同居している夫婦: 33.4% - 未婚・離婚・死別女性が世帯主: 7.4% - 非家族世帯: 54.3% - 単身世帯: 44.6% - 65歳以上の老人1人暮らし: 12.7% - 平均構成人数 - 世帯: 1.88人 - 家族: 2.60人 |  |

## デッドウッドが登場する作品
- 『きみならどうする?』「Deadwood City」：子供向けの本。1980年出版[29]。
- 『新スタートレック』「A Fistful of Datas」：1992年放送、シーズン6エピソード8。19世紀のデッドウッドのホログラムが登場。
- 『デッドウッド 〜銃とSEXとワイルドタウン』：HBO制作の2004年から2006年まで放送されたテレビドラマ。1870年代のデッドウッドが舞台。

## 著名人物
- グランビル・Ｇ・ベネット（英語版） (1833–1910)：弁護士、政治家
- ジェリー・ブライアント（英語版）：歴史家
- カラミティ・ジェーン (1852–1903)：女性開拓者
- フィリップ・Ｓ・ヴァン・サイズ（英語版） (1884–1969)：コロラド州検察官
- ウィリアム・H・クラゲット（英語版） (1838–1901)：弁護士、政治家
- チャールズ・バッジャー・クラーク（英語版） (1883–1957)：詩人
- リチャード・クラーク（英語版） (1845–1930)：開拓者
- ローランド・クロフォード（英語版） (1902–1973)：建築家
- ゲイリー・ミュール・ディアー（英語版） (1940-)：コメディアン、カントリー・ミュージシャン
- チャールズ・ヘンリー・ディートリッヒ（英語版） (1853–1924)：第11代ネブラスカ州知事
- ドーラ・デュフラン（英語版） (1868–1934)：売春宿の女主人
- ワイアット・アープ (1848–1929)：投資家、保安官。1876年から1887年までデッドウッドに在住
- E.B.ファーナム（英語版） (1826–1878)：開拓者
- サミュエル・フィールズ（英語版）：南北戦争の重要人物と噂された。探鉱者
- アーサー・デウィント・フット（英語版） (1849–1933)：技師
- メアリー・ハロック・フット（英語版） (1847–1938)：作家、イラストレーター
- ワイルド・ビル・ヒコック (1837–1876)：ギャンブラー、ガンマン
- エミー・ヒル (1953- )：日系・フィンランド系アメリカ人の女優
- キャロル・ヒラード（英語版） (1936–2007)：サウスダコタ州副知事(1995–2003)
- モリー・ジョンソン（英語版） (?-1883以後)：売春宿の女主人
- フリーマン・ノウルズ (1846–1910)：政治家
- セス・ブロック（英語版） (1849–1919)：保安官、金物屋の主人
- ジョセフ・ラデュー（英語版） (1855–1901)：探鉱者、実業家、ドーソン・シティの設立者
- ワード・ランバート（英語版） (1888–1958)：カレッジバスケットボールのコーチ。主にパデュー大学を指揮
- ジャック・ラングリッシュ（英語版） (?-1895)：俳優
- キティ・リロイ（英語版） (1850–1878)：ギャンブラー、女性開拓者
- Ｈ・Ｒ・ロック（英語版） (1856–1927)：写真家
- マダム・モスターシュ（英語版） (1834–1879)：ギャンブラー
- ウィリアム・Ｈ・パーカー（英語版） (1905–1966)：元・ロサンゼルス警察署長
- ドロシー・プロヴァイン (1937–2010)：女優、ダンサー
- クレイグ・プキ（英語版） (1957- )：サンフランシスコ・フォーティナイナーズ、セントルイス・カージナルスの元ラインバッカー
- アンジェロ・リズート（英語版） (1906–67)：写真家
- ビル・ラッセル（英語版） (1949- )：作詞家
- ボブ・シュロアド（英語版） (1939- )：元・カレッジフットボール、ワシントン・ハスキーズの選手
- ジム・スコット（英語版） (1888–1957)：シカゴ・ホワイトソックスの元選手
- ヘンリー・ウェストン・スミス（英語版） (1827–1876)：初期の開拓者、説教者
- ウィリアム・ランドルフ・スティール（英語版） (1842–1901)：デッドウッド市長、弁護士、兵士、政治家
- アル・スウェレンジン（英語版） (1845–1904)：娯楽産業の事業家
- チャーリー・アター（英語版） (1838頃-1912以後)：開拓者
- アルフレッド・L・ワーカー（英語版） (1896–1975)：映画監督
- クリス・ウィリアムソン（英語版） (1947- )：ミュージシャン